# Jiří Milíčovský z Braunberka
Jiří František Milíčovský z Braunberka byl český šlechtic éry druhé poloviny třicetileté války.
Roku 1650 získal dědičně statek Novou Cerekvici v bývalém táborském kraji, okresu Pelhřimov, odkoupením části od Jana Krištofa z Leskovce (v sumě za 658 míšeňských kop) a části od Jiřího Adama a Františkovi bratřím Vratislavům, kterým právo na statek roku 1645 odkázal jejich synovec Vratislav I.
Dne 3. června 1686 se v Lišově uskutečnil sňatek urozeného pána Václava Josefa Záhorky, vlastního syna Jiříka Záhorky, toho času lišovského radního písaře se Zuzanou Barborou, pozůstalou dcerou po urozeném a statečném rytíři pánu Jiřím Františku Milíčovskému z Braunberka.